# Монтебелло-делла-Батталья
Монтебелло-делла-Батталья (итал. Montebello della Battaglia) — коммуна в Италии, располагается в регионе Ломбардия, подчиняется административному центру Павия.
Население составляет 1647 человек, плотность населения составляет 110 чел./км². Занимает площадь 15 км². Почтовый индекс — 27054. Телефонный код — 0383.
Покровителями коммуны почитаются святые Гервасий и Протасий, празднование в первое воскресение октября.

## История
В военной истории город стал известен благодаря произошедшим здесь сражениям: в ходе Второй Итальянской кампании Наполеона здесь состоялась кровопролитная битва, принёсшая решающую победу на Итальянском театре военных действий Наполеону Бонапарту, который в знак признания важности этой битвы дал генералу Жану Ланну титул герцога Монтебелло, который и по сей день носят его потомки. 20 мая 1859 года здесь же в ходе австро-итало-французской войны произошло сражение между армией Австрийской империи и объединённым войском Второй империи и Сардинского королевства.

## Города-побратимы
- Палестро, Италия (1984)